# Jaylan Pearman
Jaylan Pearman, né le 18 avril 2006 en Australie, est un footballeur australien qui évolue au poste de milieu offensif.

## Biographie

### En club
Né en Australie, Jaylan Pearman est formé par Perth Glory. Il signe un premier contrat jeune avec le club avant la saison 2023-2024. 
Il fait sa première apparition dans un match en professionnel le 23 juillet 2024, lors d'une rencontre de coupe d'Australie face au Brisbane Roar. Il entre en jeu et son équipe l'emporte par quatre buts à deux.
Pearman joue son premier match de A-League, la première division australienne, le 3 janvier 2025 contre le Western United FC. Il est titularisé lors de cette rencontre perdue par son équipe par trois buts à deux. Le 11 janvier 2025, Pearman inscrit son premier but en professionnel, à l'occasion d'une rencontre de championnat face au Auckland FC. Titulaire ce jour-là, il donne la victoire à son équipe en étant le seul buteur de la partie d'une frappe puissante de l'extérieur de la surface,.

### En sélection
Jaylan Pearman représente l'équipe d'Australie des moins de 20 ans. Il est retenu avec cette équipe pour participer à la Coupe d'Asie des moins de 20 ans en 2025. Il participe notamment à la finale le 1er mars 2025 contre l'Arabie saoudite remportée par les Australiens après une séance de tirs au but. Il s'agit du premier trophée de l'Australie dans cette compétition.

## Palmarès
- Vainqueur de la coupe d'Asie des moins de 20 ans en 2025